# ليو روزنبرغ
ليو روزنبرغ (بالألمانية: Leo Rosenberg)‏ هو محامي ألماني، ولد في 7 يناير 1879 في Wschowa ‏ في بولندا، وتوفي في 18 ديسمبر 1963 في ميونخ في ألمانيا.

## وصلات خارجية
- ليو روزنبرغ على موقع مونزينجر (الألمانية)